# Mesungulatidae
De Mesungulatidae zijn een familie van uitgestorven  meridiolestide dryolestoide zoogdieren uit het Laat-Krijt van Zuid-Amerika en mogelijk andere landmassa's van Gondwana. Ze vallen vooral op door hun ecologische soortvorming en grote omvang.

## Kenmerken
De meeste mesungulatiden zijn over het algemeen grote dieren, waardoor ze inherent onderscheidend zijn van andere groepen. Specifieke synapomorfieën omvatten een sterke precingulum en postcingulum op de bovenste kiezen - die linguaal zijn verlengd maar niet rond de paracone samenkomen - drie knobbels op de onderste stilaire plank, een afwezige metacone en rechthoekige onderste kiezen. Men denkt dat ze een enigszins transversale kauwbeweging hebben gehad, zoals docodonten en moderne hoefdieren. Vergeleken met andere dryolestiden zijn hun molaire uitbarstingspatronen vertraagd.

## Ecologie
Mesungulatiden zijn over het algemeen grote herbivoren of omnivoren, die tot de verschillende zoogdieren uit het Mesozoïcum behoren die afwijken van het klassieke stereotype van insecteneters. Ze behoren tot de dominante zoogdieren in Zuid-Amerikaanse verzamelingen uit het Laat-Krijt en behoren tot de meest afgeleide soorten die aanwezig zijn.

## Geslachten
- Coloniatherium
- Mesungulatum
- Orretherium
- Parungulatum
- Quirogatherium